# Cantón de Chemin
El cantón de Chemin era una división administrativa francesa, que estaba situada en el departamento de Jura y la región de Franco Condado.

## Composición
El cantón estaba formado por once comunas:
- Annoire
- Aumur
- Champdivers
- Chemin
- Longwy-sur-le-Doubs
- Molay
- Peseux
- Petit-Noir
- Saint-Aubin
- Saint-Loup
- Tavaux

## Supresión del cantón de Chemin
En aplicación del Decreto n.º 2014-165 de 17 de febrero de 2014, el cantón de Chemin fue suprimido el 22 de marzo de 2015 y sus 11 comunas pasaron a formar parte del nuevo cantón de Tavaux.